# Радумля
Радумля (также Радумля-Титово, ранее Нетесово) — посёлок городского типа (до 2024 года — деревня) в Московской области России, входит в городской округ Солнечногорск.

## География
Поселок располагается на реке Радомле, через него проходит Ленинградское шоссе, пересекающее Малое Московское кольцо. Микрорайоны: Механического завода № 1 (МОЭЗ № 1), ДЭУ-119, ММС-2, ПМК-19, МТС-2, ДРП, Поварово-2. В микрорайоне Поварово-2 есть одноимённая железнодорожная станция Большого кольца МЖД.

## Население
| 1852  | 1859  | 1890  | 1899 | 1926 | 1998  |
| ----- | ----- | ----- | ---- | ---- | ----- |
| 135   | ↗296  | ↗414  | ↘393 | ↗533 | ↗2907 |
| 2002  | 2010  | 2021  |      |      |       |
| ↘2503 | ↘2250 | ↗3153 |      |      |       |

## История
Впервые название деревни встречается в 1852 году. Левая сторона от Петербургского тракта принадлежала Григорию Ильичу Раевскому, а правая — Титову. Между крестьянами происходили постоянные споры. По преданию, закончились эти споры тем, что молодой барин Титов проиграл в карты свою движимую и недвижимую собственность. И все земли и деревня Радумля перешли Раевским. Позднее владел деревней кавалерийский офицер Кондраков, а в начале XX столетия — сёстры-помещицы Пеговы. В давние времена жители занимались извозом, кустари — одиночки артельно из материала заказчика ковали, лудили, паяли котлы медные, чайники, посуду, котелки, совки и прочее, даже котлы большие для походных и стационарных кухонь гвардии, армии и флота. Труд мастеров медного дела был тяжёлым и вредным для здоровья.
В 1911 году в Радумле уже было 34 двора, лечебница, Нетёсовская церковно-приходская школа, две чайные лавки, молочная лавка. C 1923 года работала Бедняковская школа молодёжи. В 1931 году — был организован колхоз. До Великой Отечественной войны в деревне было 120 домов. В 1994—2006 годах — центр Кировского сельского округа.
С 1994 года до 2006 деревня входила в Кировский сельский округ Солнечногорского района.
С 2005 года до 2019 деревня включалась в Пешковское сельское поселение Солнечногорского муниципального района.
С 2019 года населенный пункт входит в городской округ Солнечногорск, в рамках администрации которого относится с территориальному управлению Пешковское.
В 2024 году деревня преобразована в посёлок городского типа.

## Церковь
Церковь Преображения Господня в Нетесово построена в 1712 году. Закрыта в 1930-х, сломана на рубеже 1940—1950-х.
Священники:
- Иван Алексеев Протопопов (ок. 1763 — ?) — в начале 19 века[17]
- Павел Сергеев Соловьев (ок. 1819-?) — в сер. 19 века, зять предыдущего[18]